# 布赖恩·芬蒂曼
布赖恩·芬蒂曼（英語：Brian Fentiman，1947年—2019年4月20日），英国男子赛艇运动员。他曾代表英国参加世界赛艇锦标赛，获得一枚银牌和一枚铜牌，均来自男子轻量级八人单桨有舵手项目。